# Семенов Микола Миколайович
Мико́ла Микола́йович Семе́нов (рос. Никола́й Никола́евич Семёнов; 3 (15) квітня 1896, Саратов — 25 вересня 1986, Москва) — радянський хіміко-фізик, один з основоположників хімічної фізики, академік АН СРСР (1932; член-кореспондент з 1929), єдиний радянський лауреат Нобелівської премії з хімії (отримав в 1956 році спільно із Сирілом Гіншелвудом). Кандидат у члени ЦК КПРС у 1961—1966 роках. Депутат Верховної ради СРСР 5—7-го скликань.

## Біографія

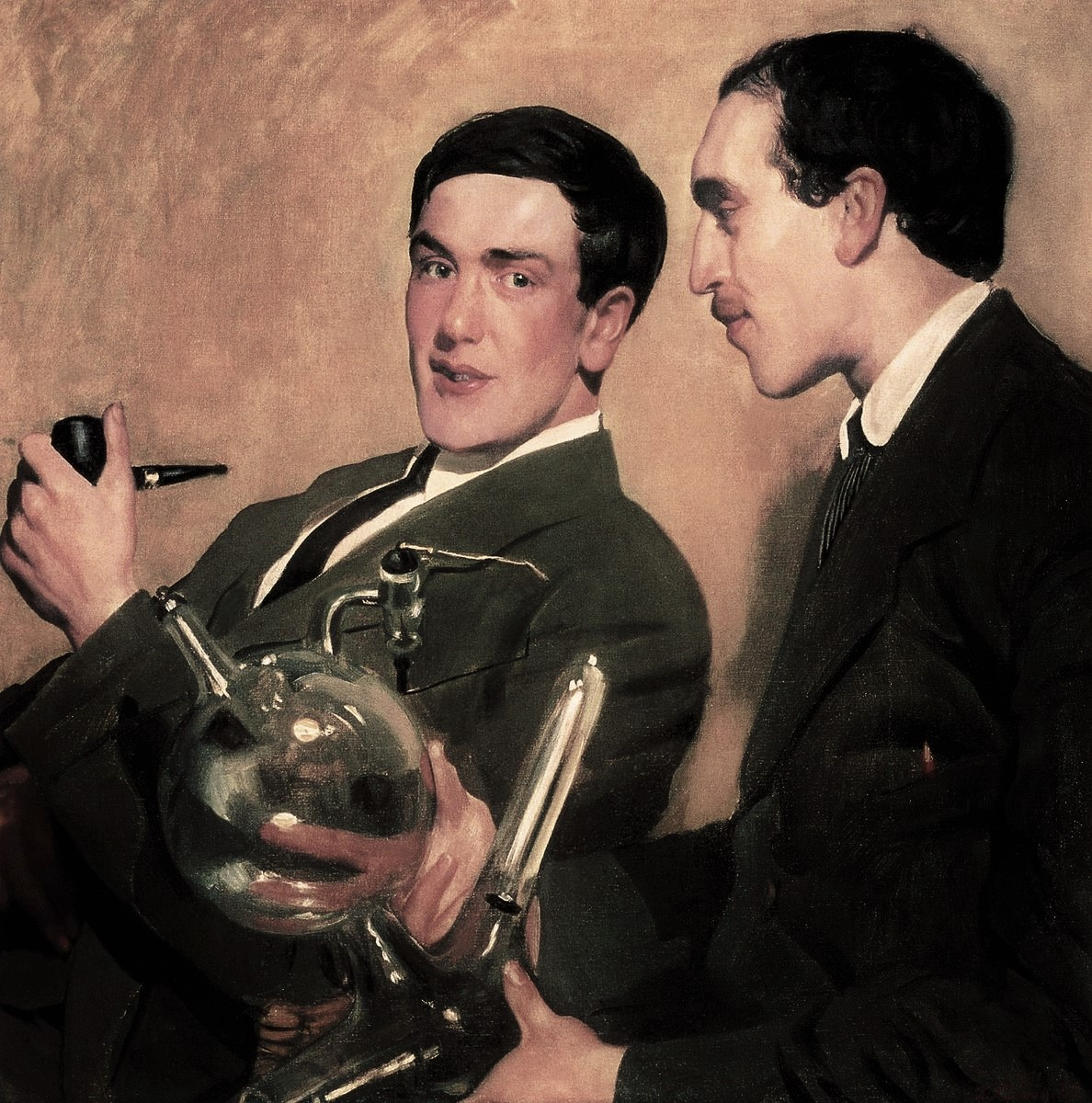
Семенов (праворуч) і Капіца (ліворуч), портрет роботи Кустодієва, 1921

Народився 3 (15) квітня 1896 в Саратові. У 1913 закінчив Самарське реальне училище, поступив на фізичний факультет Петербурзького університету. З 1914 почав займатися науковою роботою під керівництвом А. Ф. Йоффе. У 1917 закінчив університет, в 1918–1920 працював асистентом в університеті Томська і Томському технологічному інституті, в 1920 на запрошення Державного фізико-технічного і рентгенологічного інституту переїхав до Петрограда. У 1920–1931 — завідувач лабораторії, в 1921–1928 — заступник директора Ленінградського фізико-технічного інституту. У 1931 Семенов очолив Інститут хімічної фізики, організований на базі його лабораторії, і залишався його директором до кінця життя.
З 1945 Семенов — завідувач кафедри хімічної кінетики в МДУ. Творець наукової школи, серед його учнів — Я. Б. Зельдович, В. М. Кондратьєв, Ю. Б. Харитон, М. М. Емануель і багато інших. Обраний членом багатьох іноземних академій і товариств, почесним доктором ряду закордонний університетів. Член ВКП(б) з 1947 року.
Перші роботи Семенова присвячені іонізації атомів і молекул, процесам конденсації й абсорбції, електриці й електротехніці. У 1921 Семенов (спільно з П. Л. Капіцею) запропонував схему досліду з дії магнітного поля на пучок магнітних частинок (відомий як дослід Штерна — Герлаха). З 1926 інтереси ученого зосередилися на кінетиці газофазних реакцій, процесах горіння і вибуху. У 1928 Семенов сформулював теорію т.зв. ланцюгових хімічних реакцій, а в подальші роки — загальну теорію розгалужених, вироджено-розгалужених і нерозгалужених ланцюгових реакцій. У її основі лежало уявлення про те, що активна частинка (атом, радикал, збуджена молекула) реакційної суміші може вступати в реакцію, продуктами якої є вже дві активні частинки й так далі по ланцюжку. За ці роботи Семенов був ушанований в 1956 Нобелівською премією з хімії (спільно з англійським хіміком С.Хиншельвудом). У 1963 учений відкрив ланцюгові реакції з енергетичним розгалуженням. Ідеї Семенова знайшли застосування в науці про реакції полімеризації й в промисловому виробництві полімерів, при дослідженні металокомплексного каталізу, у вивченні каталітичних процесів в біологічних системах.
У 1928 Семенов сформулював критичні умови теплового вибуху, під його керівництвом були виконані дослідження із застосування теорії горіння до практичних проблем вибухових процесів. Ці роботи успішно продовжують зараз учні Семенова в Інституті хімічної фізики РАН в Черноголовці (під Москвою), в Інституті хімічної кінетики й горіння та Інституті каталізу Сибірського відділення РАН.
Навіть останні роки життя Семенов, за словами його колег, залишався ентузіастом науки, творчою особою, яку відрізняла енергія, що била через край. Він був високий і худорлявий, любив полювати та працювати в саду, захоплювався архітектурою. Семенов і Наталія Миколаївна Бурцева, на якій він одружувався в 1924 р., жили в Москві, де вона викладала співи. У подружжя народилося двоє дітей: син і дочка. Семенов помер 25 вересня 1986 р. у віці 90 років.
За роботу зі створення теорії ланцюгових реакцій Семенов в 1941 р. був ушанований радянською урядовою нагородою — Сталінської премії. Серед інших його нагород — орден Леніна, орден Трудового Червоного Прапора, золота медаль імені Ломоносова Академії наук СРСР. Володар почесних ступенів ряду європейських університетів, Семенов був вибраний почесним членом Лондонського королівського товариства. В Академії наук СРСР учений займав велике число офіційних посад. Крім того, він був вибраний членом академій багатьох інших країн, включаючи США.

## Основні праці
- Н. Н. Семенов. Современное учение о скорости газовых химических реакций. М.; Л.: Госиздат, 1929.
- Н. Н. Семенов. Цепные реакции. Л.: ОНТИ, 1934; 2-е изд. М.: Наука, 1986.
- Н. Н. Семенов. О некоторых проблемах химической кинетики и реакционной способности. М.: Изд-во АН СССР, 1958.
- Н. Н. Семенов. Основные проблемы химической кинетики. М.: Изд-во АН СССР, 1959.
- Н. Н. Семенов. Химическая физика. М.: Знание, 1978.
- Н. Н. Семенов. Наука и общество. Статьи и речи. М.: Наука, 1981.